# ベター・ザン・ロウ
『ベター・ザン・ロウ』（Better Than Raw）は、ドイツのヘヴィメタルバンド、ハロウィンが1998年に発表したアルバム。

## 概要
アンディ・デリス加入3作目のスタジオ・フルアルバム。全二作と比較するとダウン・チューニングのギターリフを多用するなど、ヘヴィさ、力強さを前面に出した印象が強い。しかしながらメロディは前々作、前作に勝るとも劣らない様式美を構築している。
タイトルは、「カボチャは生より煮たり焼いたりした方が美味しい」＝「生より良い」という意味。ジャケットのアートワークもタイトルに倣い、セクシーな若い魔女が、大鍋でカボチャを煮ている、という絵になっている。

## 収録曲
1. プレリュード・ピリオド・イン・Z Deliberately Limited Preliminary Prelude Period in Z
（作曲：Uli Kusch）
2. プッシュ Push
（作詞：Andi Deris・Uli Kusch・Michael Weikath / 作曲：Uli Kusch）
3. フォーリング・ハイヤー Falling Higher
（作詞：Andi Deris・Michael Weikath / 作曲：Michael Weikath）
4. ヘイ・ロード！ Hey Lord!
（作詞・作曲：Andi Deris）
17thシングル
5. ドント・スピット・オン・マイ・マインド Don't Spit on My Mind
（作詞：Andi Deris / 作曲：Andi Deris・Markus Grosskopf）
6. レヴェレイション Revelation
（作詞：Andi Deris / 作曲：Uli Kusch）
7. タイム Time
（作詞・作曲：Andi Deris）
8. アイ・キャン I Can
（作詞：Michael Weikath / 作曲：Andi Deris・Michael Weikath）
16thシングル
9. ハンドフル・オブ・ペイン A Handful of Pain
（作詞：Andi Deris / 作曲：Uli Kusch）
16thシングル「I Can」のC/W
10. ラウダーテ・ドミヌム Lavdate Dominvm
（作詞・作曲：Michael Weikath）
11. バック・オン・ザ・グラウンド Back On The Ground ※
（作詞：Andi Deris / 作曲：Uli Kusch）
12. ミッドナイト・サン Midnight Sun
（作詞・作曲：Michael Weikath）

※日本盤ボーナストラック

### エクスパンディッド・エディション・ボーナス・トラック
1. バック・オン・ザ・グラウンド Back On The Ground
日本盤のボーナストラック
2. ゲーム・ウィ・シュドゥント・プレイ A Game We Shouldn't Play
16thシングル「I Can」のC/W
3. パーフェクト・ジェントルマン〔ブートレッグ・ヴァージョン〕 Perfect Gentleman (Live Bootleg Version)
17thシングル「Hey Lord!」のC/W
4. もしもし! ～四季の歌 Moshi Moshi~Shiki No Uta
17thシングル「Hey Lord!」のC/W、インストゥルメンタル

## 参加ミュージシャン
- アンディ・デリス - vocals
- マイケル・ヴァイカート - guitar
- ローランド・グラポウ - guitar
- マーカス・グロスコフ - bass
- ウリ・カッシュ - drums